# B-25轰炸机撞击帝国大厦事故
B-25轰炸机撞击帝国大厦事故是一起发生于1945年的航空事故，美國陸軍航空軍一架B-25米切尔型轰炸机在浓雾中飞行时撞上帝国大厦。事故未破坏帝国大厦建筑结构的完整性，但造成14人遇难，遇难者中包括3名机组成员及建筑内的11人。事故还造成了约1,000,000美元（折合当前17,000,000美元）的经济损失。

## 事故经过

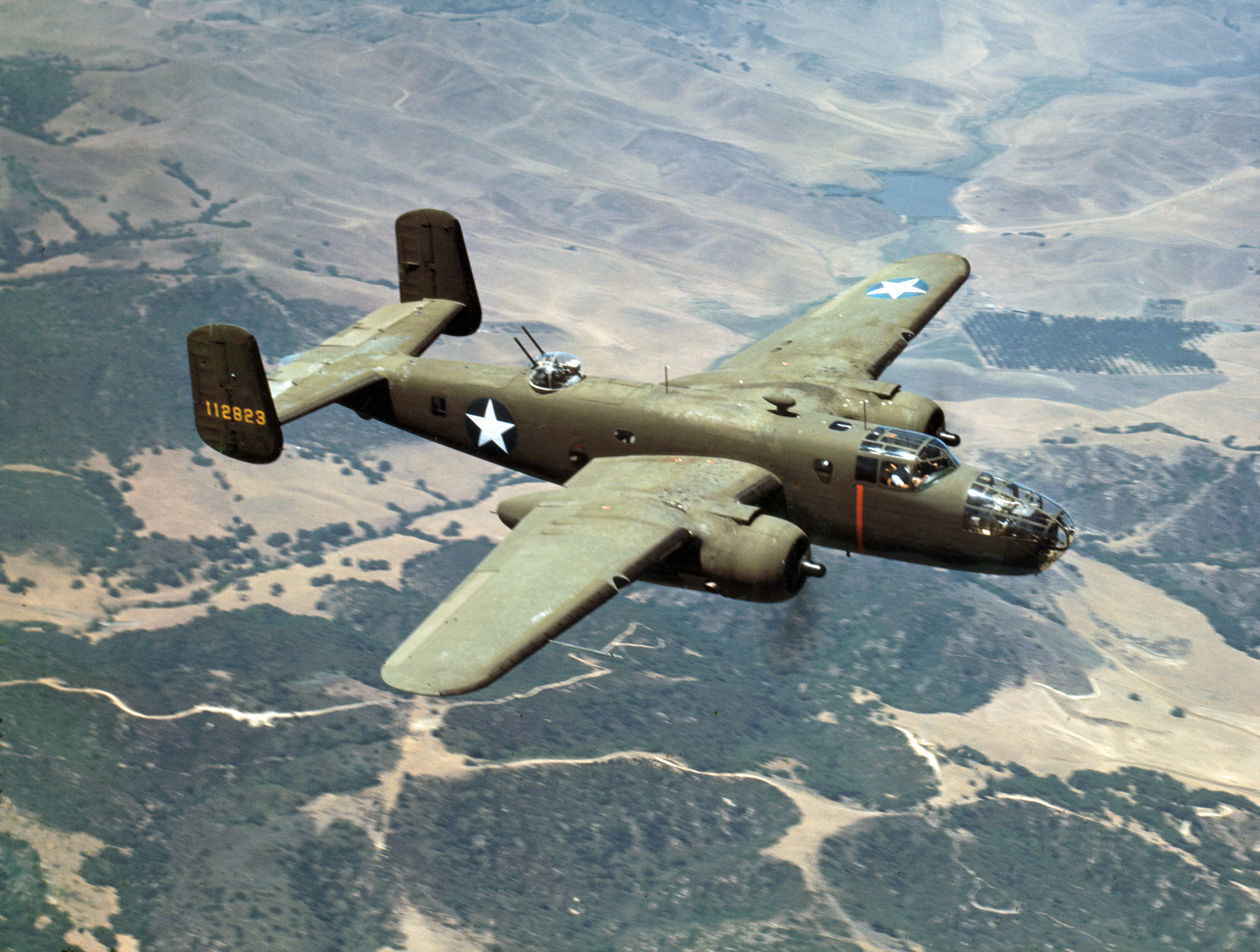
与失事飞机类似机型的B-25米切尔型轰炸机

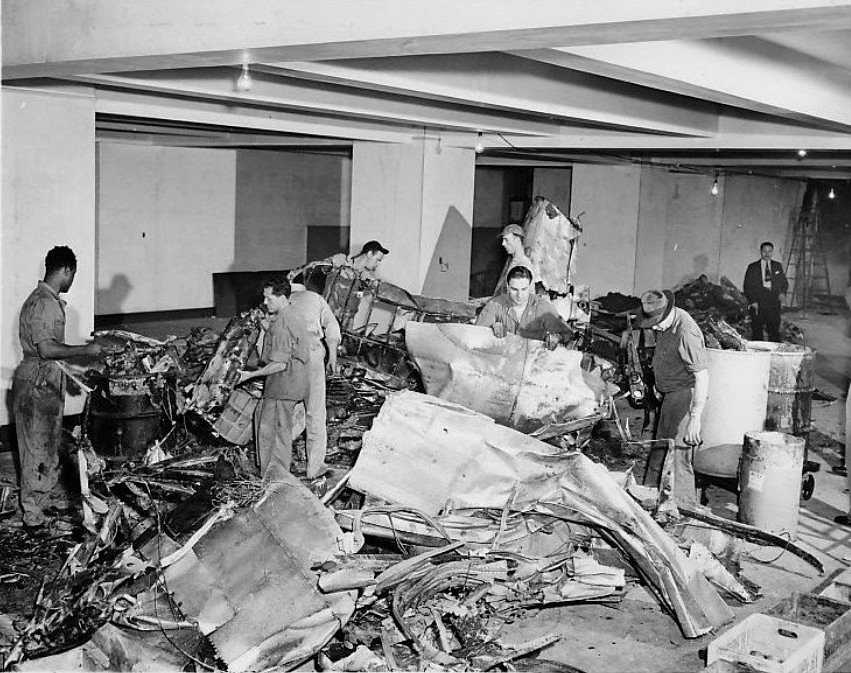
事故后工作人员清理飞机残骸

事故发生于1945年7月28日周六，美國陸軍航空軍中校小威廉·富兰克林·史密斯（William Franklin Smith, Jr.）驾驶一架B-25米切尔型轰炸机执行人员转移任务。飞机从马萨诸塞州漢斯科姆飛行場起飞，飞往拉瓜地亞機場。当天天气有雾，當飞机进入纽约上空时，天气状况变得更糟。史密斯联系拉瓜地亞機場请求降落许可，然而塔台告知他能见度为零，建议不要降落，并指示他降落在纽瓦克机场。但飞行员执意继续飞行，在雾中迷失方向。于是他保持在较低的高度飞行，飞行速度也较慢，试图看清前方的飞行路线。然而史密斯犯下了致命错误，误认自己在曼哈顿西部上空，在避开克莱斯勒大厦后，飞机本应左转，但他却向右转，这一失误使飞机径直向帝国大厦飞去。

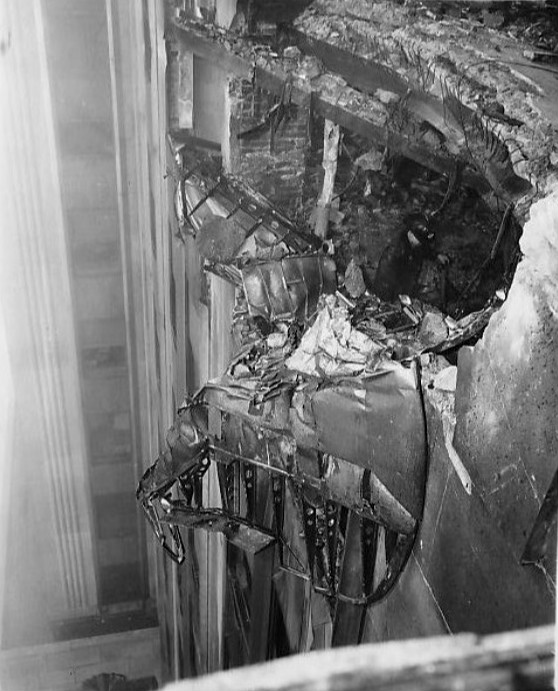
78层的事故现场和飞机残骸

当地时间早上9:40，飞机撞上帝国大厦北侧78层和80层之间，在大厦外墙撞出一个18英尺（5.5）×20英尺（6.1）的洞，机上燃油引发了爆炸。飞机残骸中的燃油沿大厦外墙倾泻而下，引发了大火。火焰蔓延到大廈75层，整座大厦“变成了火把”。一个引擎击穿大楼，从撞击点对面的大楼南侧飞出，飞过一个街区后落在900英尺（270）外一栋建筑的屋顶上，引发的火灾烧毁一间阁楼。另一个引擎和起落架的部分残骸落入电梯井中。事故引发了大火，上百名消防员派遣到高处灭火，在当时成为纽约消防史上楼层最高的灭火任务，这一纪录直至2001年九一一袭击事件才被打破。大火持续烧了40分钟后被扑灭，而这也是人类历史上首次控制这一高度的高层建筑火灾。大火扑灭后，整栋大厦依然完好，只有飞机残骸仍卡在建筑中。
事故共造成14人遇难。其中包括飞行员史密斯与另外两名机组人员：克里斯托弗·多米特洛维奇（Christopher Domitrovich）上士和搭乘飞机的航空機械士艾伯特·佩尔纳（Albert Perna）。佩尔纳的遗体沿电梯井落入建筑底部，事故两天后才被发现。另外建筑物内也有11人遇难，这11人当时都在直接受飞机撞击的战争救济服务社和国家天主教福利委员会办公室。大厦内的电梯操作员贝蒂·露·奥利弗（Betty Lou Oliver）在事故中受伤，搜救人员本想用电梯将她转移，不料电梯缆绳在事故中受损，轿厢下坠了75层，但电梯中的奥利弗却幸存。她因此成为中在电梯事故中下坠距离最长的幸存者。

## 后续影响
尽管建筑本身受损，但大厦在两天后的周一仍照常开放大多数楼层的营运。这起事故还推动了1946年聯邦侵權賠償法的通过，促使法律中加入追溯条款，使民众得以起诉政府赔偿事故中的损失。